# Panicum ravenelii
Panicum ravenelii är en gräsart som beskrevs av Frank Lamson Scribner och Elmer Drew Merrill. Panicum ravenelii ingår i släktet vipphirser, och familjen gräs. Inga underarter finns listade i Catalogue of Life.